# Кано, Алонсо
Ало́нсо Ка́но де Альманса (исп. Alonso Cano de Almansa; 19 марта 1601, Гранада, Андалусия — 3 сентября 1667, Гранада) — испанский живописец, скульптор и архитектор эпохи барокко. Его считают основателем гранадской школы живописи.

## Биография
Родители Алонсо были родом из Ла-Манчи. Его отец, Мигель Кано, был уроженцем Альмодовара-дель-Кампо и работал плотником-сборщиком церковных алтарей, а мать, Мария де Альманса Пачеко, была уроженкой Вильярробледо. В 1587 году семья поселилась в Гранаде, где у них родилось восемь детей. Алонсо был седьмым, крещён 19 марта 1601 года в церкви Сан-Ильдефонсо. Двое из восьми детей, должно быть, умерли в Гранаде, поскольку Мигель Кано в своем завещании 1642 года упоминает только шестерых.
В 1614 году Мигель Кано переехал с семьёй в Севилью. Между 1614 и 1616 годами Алонсо работал помощником в мастерской отца, затем учился живописи у Франсиско Пачеко, наставника Диего Веласкеса, а скульптуре — у Хуана Мартинеса Монтаньеса; по сведениям А. Паломино — в мастерских живописцев Хуана дель Кастильо и Франсиско де Эрреры Старшего.
26 января 1625 года он женился на Марии де Фигероа, вдове Педро де Акосты, церемония проходила в церкви Сан-Висенте (жена умерла в 1627 году). В 1629 году он также начал фигурировать в нотариальных договорах как мастер-скульптор и архитектор. В 1626 в Севилью прибыл Франсиско де Сурбаран и его творчество не могло не оказать влияние на Алонсо Кано. За годы пребывания в Севилье Кано сотрудничал с художниками Фелипе и Гаспаром де Рибас, Луисом Ортисом де Варгасом, Хуаном дель Кастильо, Пабло Леготом, Уседас, Мартином де Андухаром Кантосом, Франсиско Варелой и другими. Дружил с Диего Веласкесом.
В мае 1631 года Алонсо вернулся в поселение Сан-Висенте. 31 июля 1631 года он женился в церкви Санта-Марина на Марии Магдалене де Уседа Пинто де Леон, тринадцатилетней девочке, дочери художника Хуана Баутиста де Уседа.
В 1637 году он начал готовиться к поездке в Мадрид, куда его призвали на работу к могущественному графу-герцогу де Оливаресу, приближённому короля Филиппа IV. Возможно, его вызвали по предложению Веласкеса. Зимой 1638 года он поселился в Мадриде. В 1642 году отправил своему отцу доверенность на передачу всех своих дел, указав на желание остаться при дворе. Он стал первым королевским архитектором, придворным живописцем Филиппа IV и наставником в рисунке и живописи Бальтасара Карла, принца Астурийского.
Алонсо Кано был известен буйным, неуправляемым нравом; однажды он рисковал жизнью, совершив смертное преступление: разбил на куски статую святого, поскольку был в ярости на покупателя, который оспаривал цену, которую он требовал за статую. В 1644 году его жену нашли убитой с пятнадцатью ножевыми ранениями и с прядями волос убийцы в руках. В преступлении был обвинён итальянский художник, которому Кано разрешил копировать свои картины и который жил в доме Кано. Художник исчез, а власти обнаружили разногласия между супругами, из-за чего стали подозревать самого Алонсо. Несмотря на презумпцию в отношении беглеца, судьи осудили Кано, поскольку он отличался неуравновешенным характером. Его арестовали и пытали, но, не без вмешательства короля, не признали виновным и отпустили.
После этого он переехал в провинцию Валенсия с намерением уйти в монастырь. В 1652 году вернулся в родной город, где, при содействии короля Филиппа IV, получил духовное звание, стал каноником и главным архитектором кафедрального собора Гранады. Украсил его главную капеллу и был назначен главным живописцем собора. Алонсо взял с собой книги, гравюры и инструменты, что, видимо, указывает на то, что он планировал остаться там навсегда. Фасад собора, спроектированный Алонсо в конце 1652 года, был возведён после его смерти.
Его пребывание в Гранаде оказало значительное влияние на местных живописцев. Однако 3 сентября 1667 года Алонсо Кано умер в крайней нищете. Один из его учеников, Атанасио Боканегра, изобразил его в последние минуты жизни. Эта картина хранится в Музее изящных искусств Севильи. По слухам в последние минуты художник снова проявил характер: когда священник протянул ему Распятие, он приказал убрать его, потому что оно было плохо вырезано.
Алонсо Кано похоронен в крипте кафедрального собора Гранады. Именем Алонсо Кано названа улица и станция метро в Мадриде.

## Творчество
Большую часть своего пребывания в Севилье Алонсо Кано следовал принципам тенебризма. Его первая известная картина — портрет святого Франсиско де Борха — относится к 1624 году. В 1629 году он создал своё самое большое произведение — алтарный образ церкви Санта-Мария-де-Лебриха в Севилье. В 1640 году в Мадриде он отвечал за восстановление картин после пожара королевского дворца Буэн-Ретиро.
Благодаря близости ко двору Кано мог видеть королевские коллекции, богатые венецианской живописью XVI века и недавними произведениями своего коллеги Веласкеса. Всё это помогает объяснить эволюцию его индивидуального стиля: от тенебризма, заимствованного у Караваджо, к более красочному стилю и элегантным фигурам, напоминающим те, что мы видим в картинах Антониса Ван Дейка. Под влиянием картин королевских коллекций он стремился соединить достижения итальянской и фламандской живописи. Наибольшее влияние на него оказали венецианские художники XVI века, болонские академисты, а также манера и техника живописи Ван Дейка.
Среди наиболее известных учеников Алонсо Кано был скульптор Педро де Мена.

## Галерея

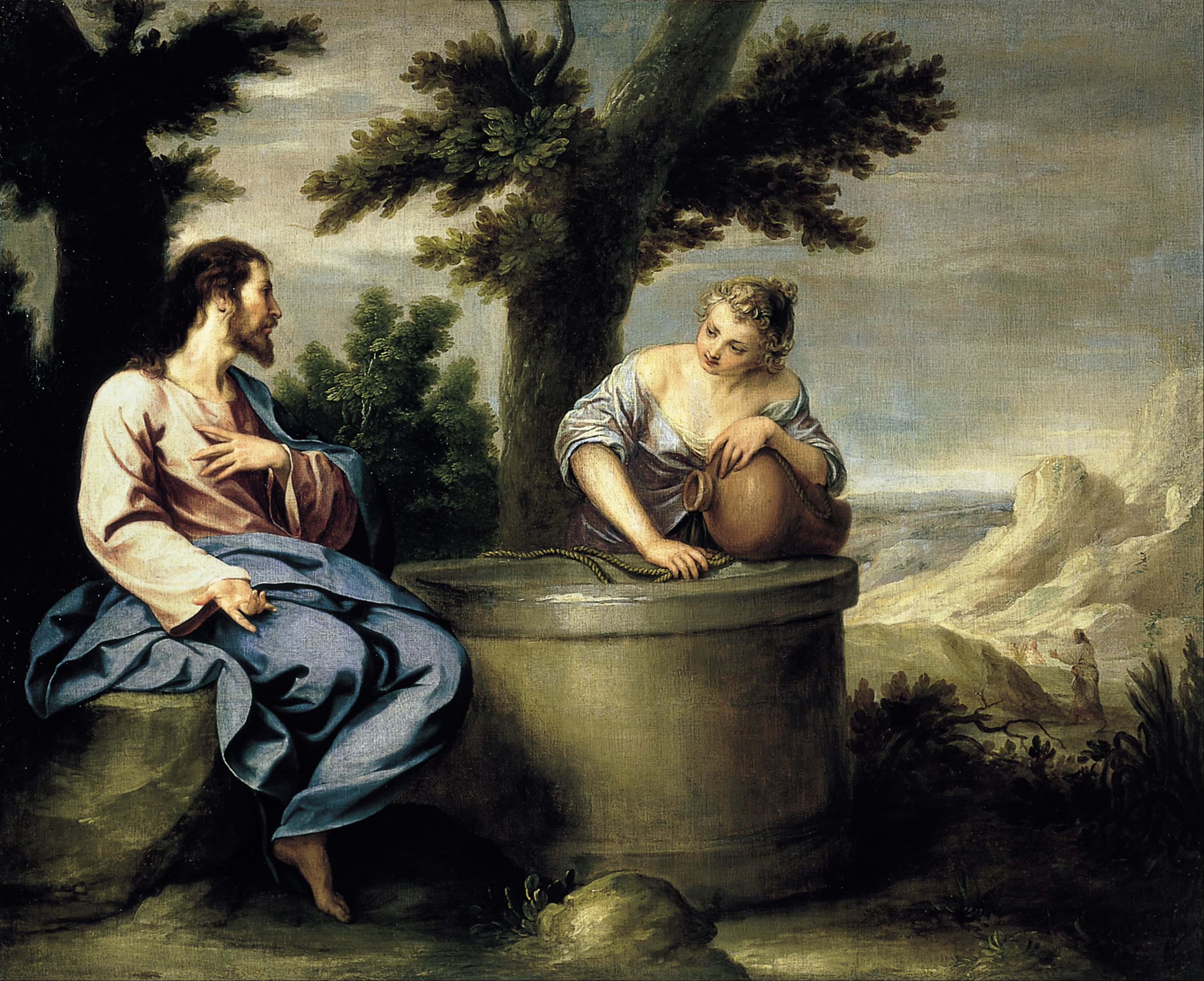
Христос и самаритянка. 1630-е. Холст, масло. Королевская академия изящных искусств Сан-Фернандо, Мадрид
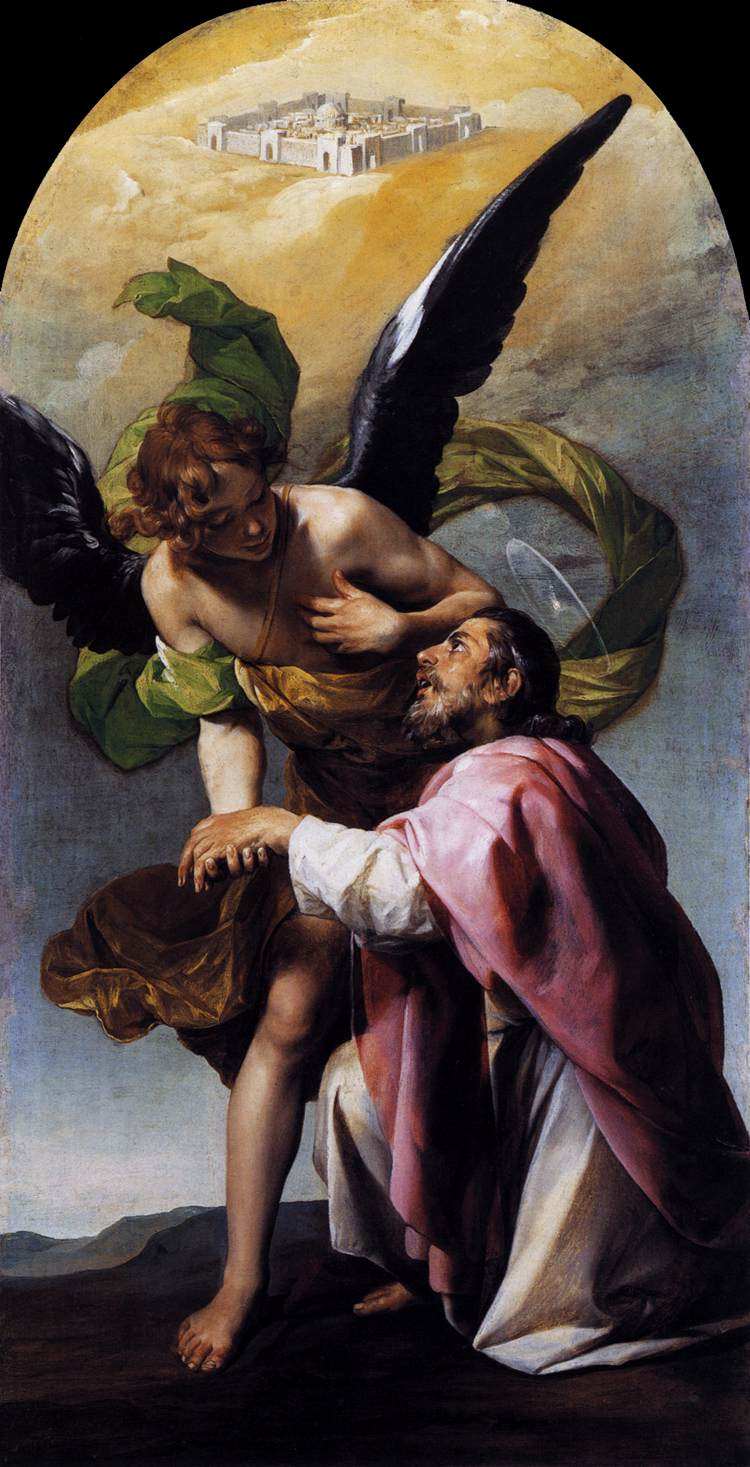
Видение святым Иоанном Евангелистом Небесного Иерусалима. Между 1636 и 1637. Холст, масло. Собрание Уоллес, Лондон
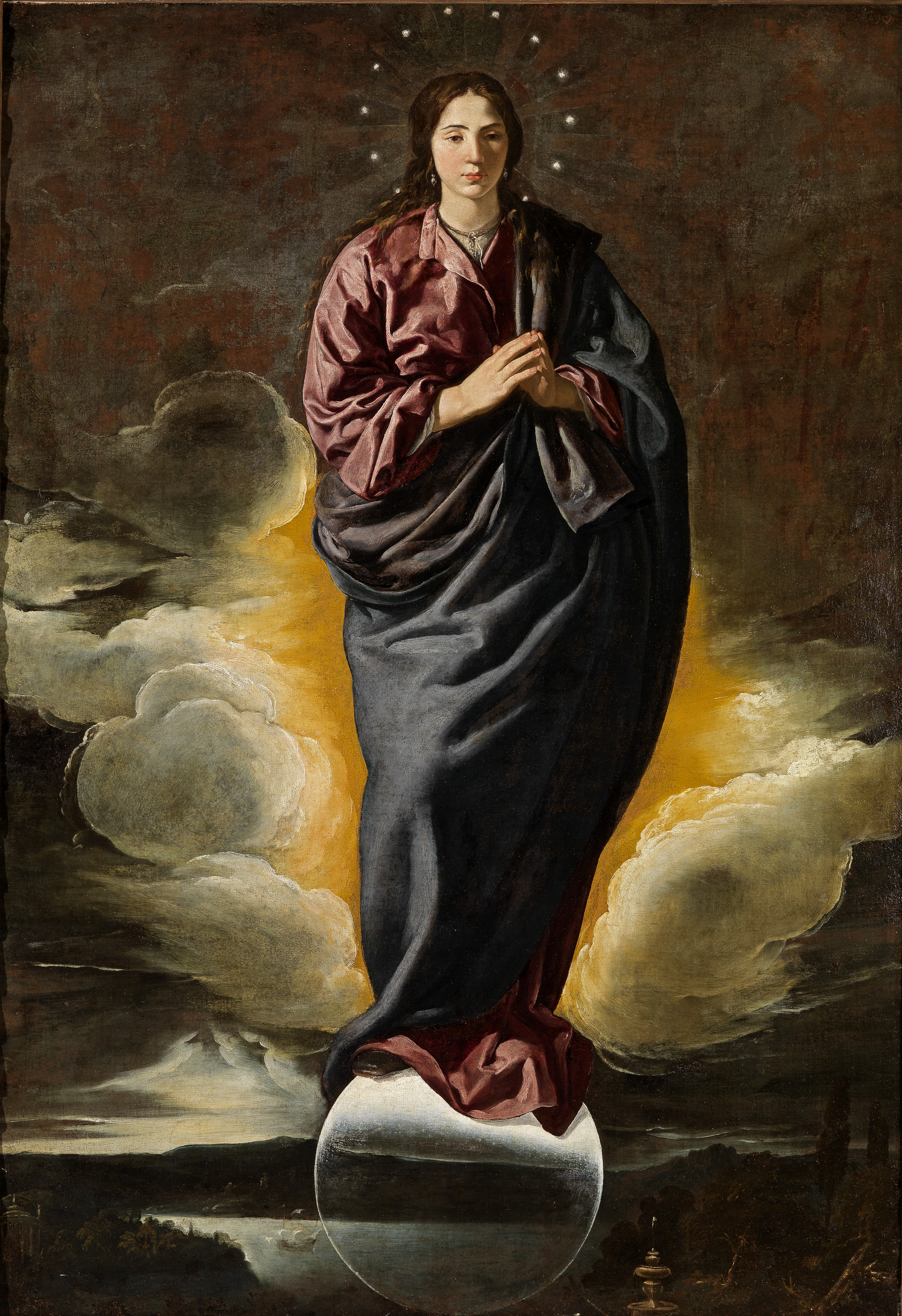
Мадонна Иммакулата. Между 1618 и 1620. Холст, масло. Фонд Фокус-Абенго, Севилья
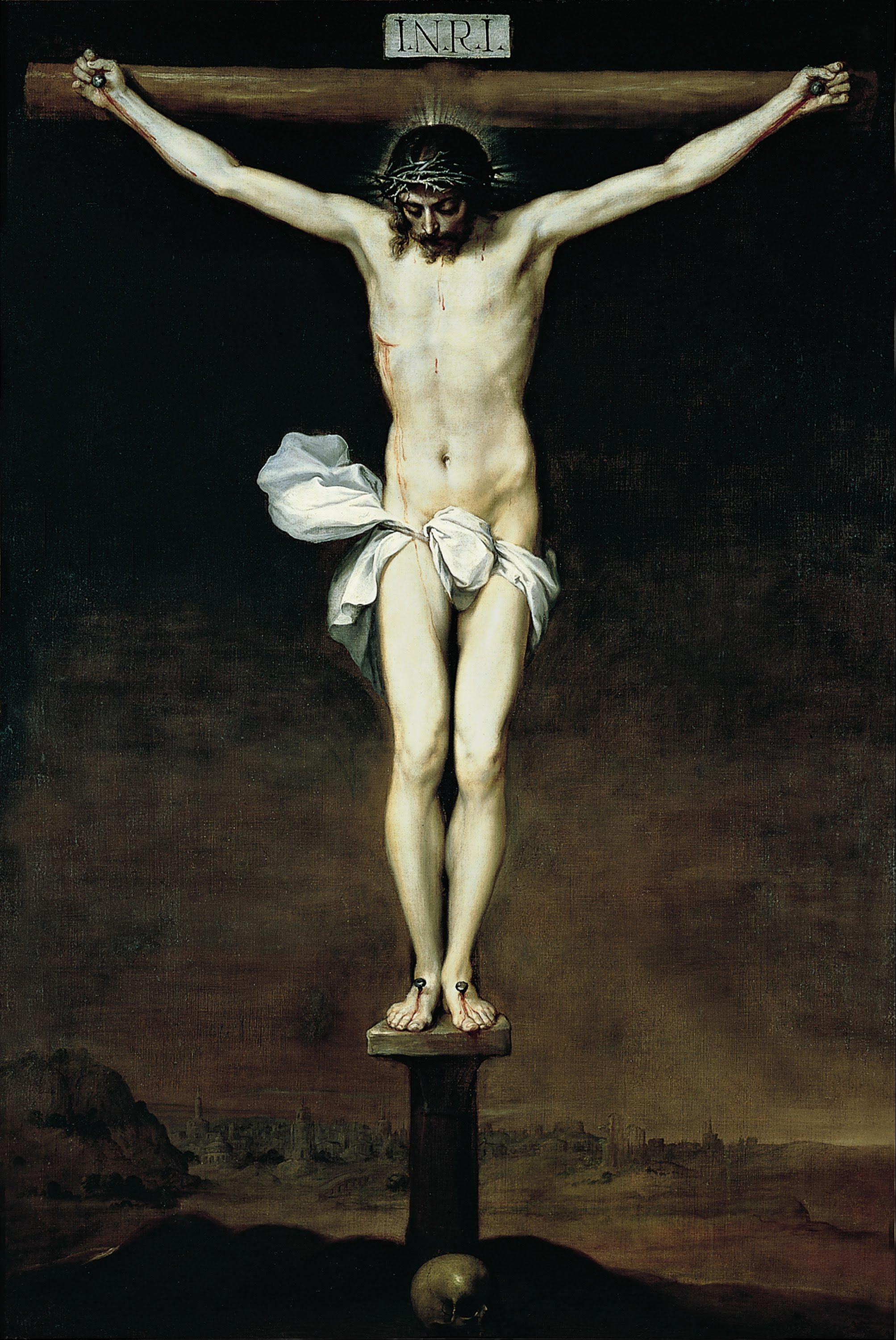
Распятый Христос. Ок. 1646. Холст, масло. Королевская академия изящных искусств Сан-Фернандо, Мадрид
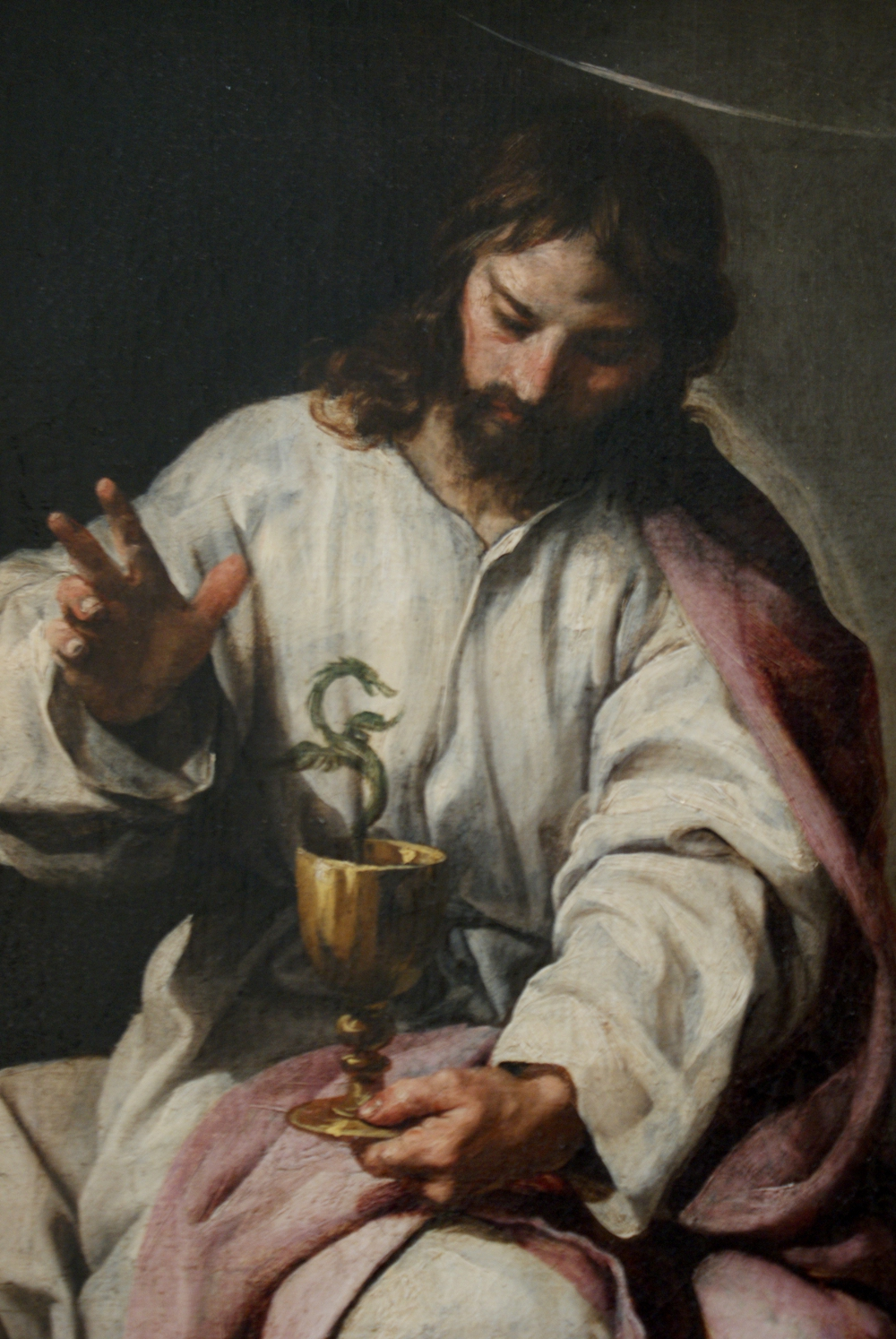
Святой Иоанн Богослов обезвреживает чашу с отравленным вином. Между 1636 и 1638. Холст, масло. Лувр, Париж
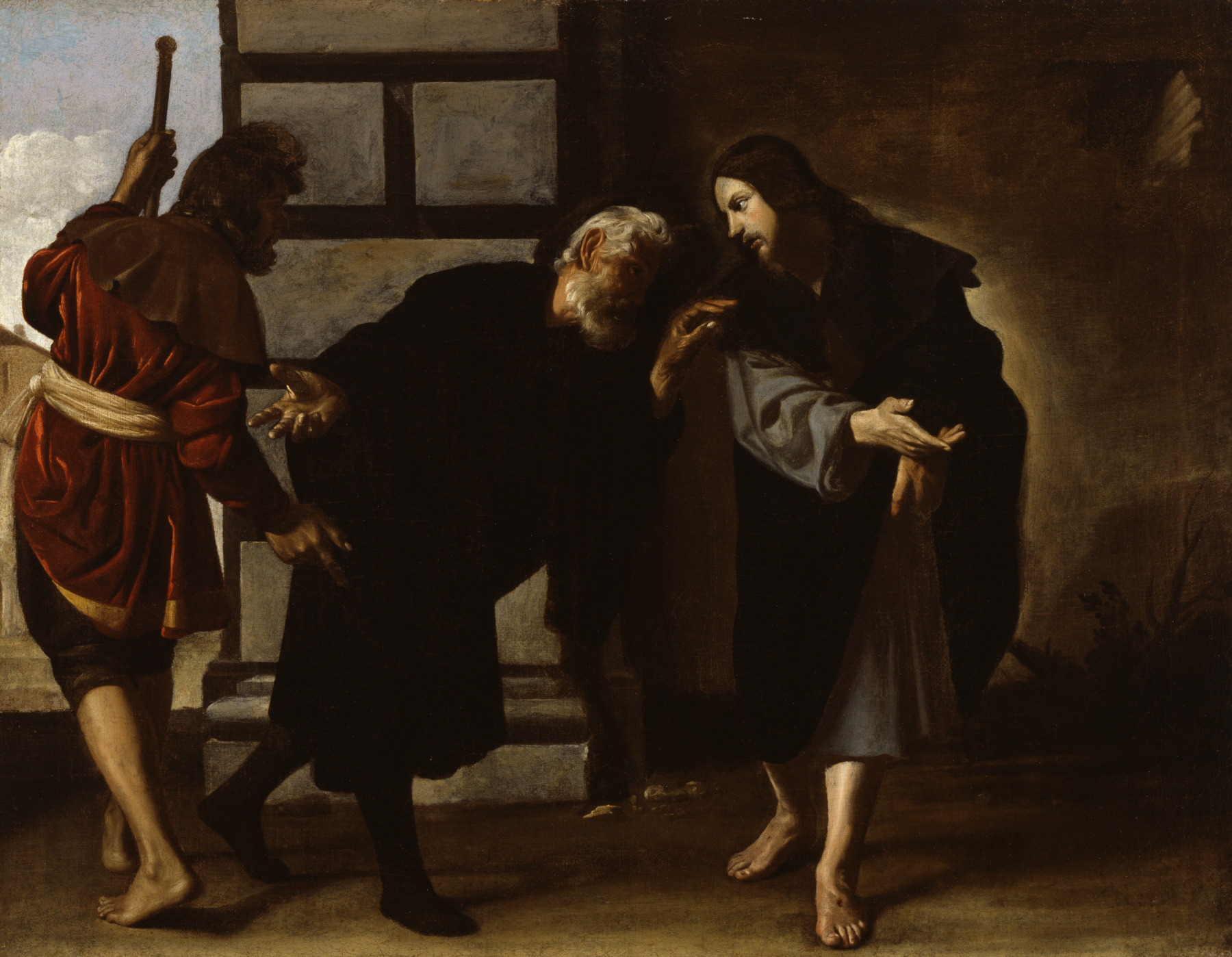
Христос и два ученика на пути в Эммаус. Между 1635 и 1650. Холст, масло. Художественный музей Уолтерса, Балтимор, США
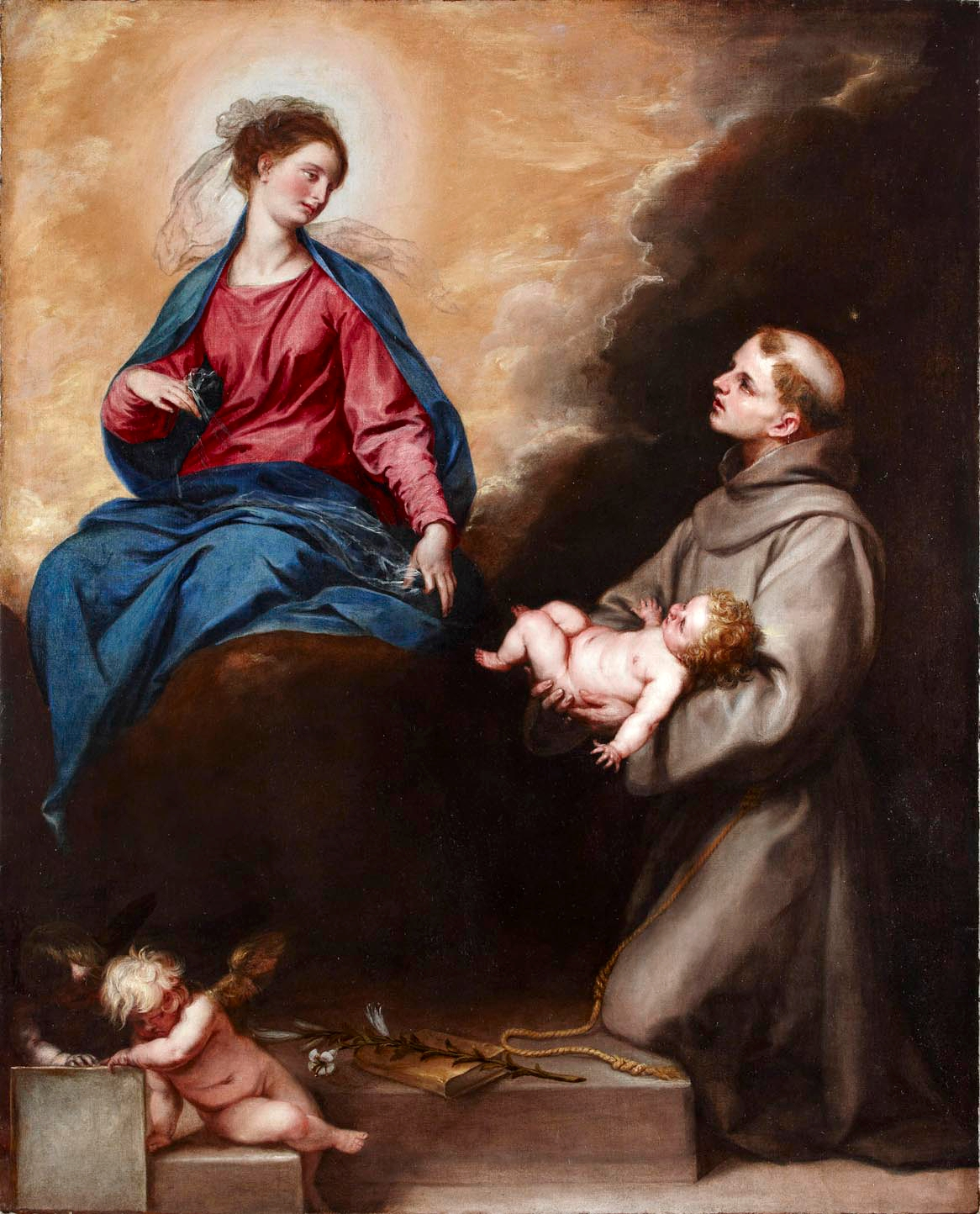
Видение святого Антония Падуанского. Между 1660 и 1662. Холст, масло. Частное собрание
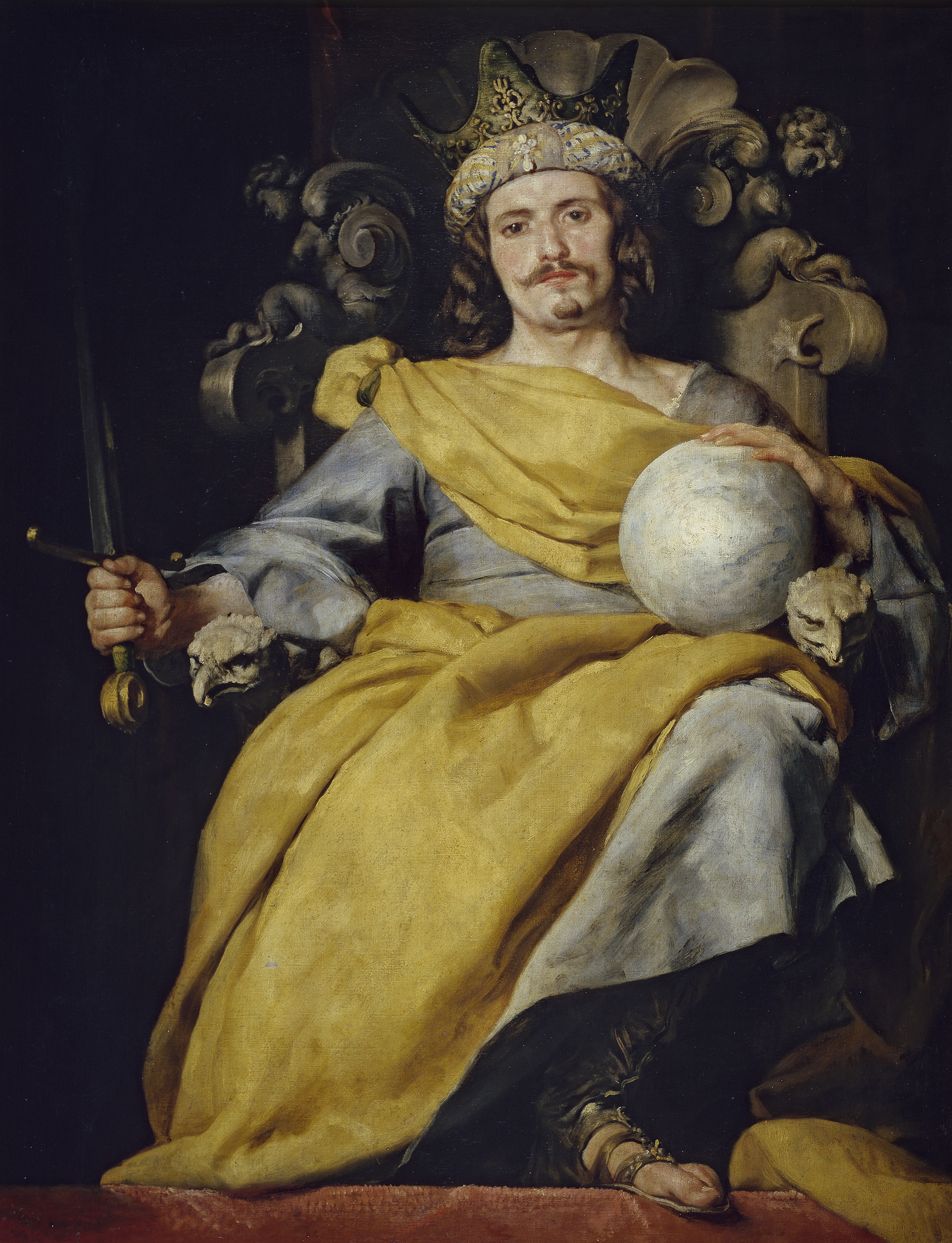
Идеальный портрет короля Испании. Ок. 1640. Холст, масло. Прадо, Мадрид